# Luka Špik
Luka Špik (Kranj, 9 de fevereiro de 1979) é um remador esloveno campeão olímpico e tricampeão mundial.
Špik competiu nos Jogos Olímpicos de 2000, 2004, 2008 e 2012, na qual conquistou a medalha de ouro em 2000 no skiff duplo.